# Monnetier-Mornex
Monnetier-Mornex és un municipi francès situat al departament de l'Alta Savoia i a la regió d'Alvèrnia-Roine-Alps. L'any 2007 tenia 2.032 habitants.

## Demografia

### Població
El 2007 la població de fet de Monnetier-Mornex era de 2.032 persones. Hi havia 773 famílies de les quals 226 eren unipersonals (117 homes vivint sols i 109 dones vivint soles), 230 parelles sense fills, 288 parelles amb fills i 29 famílies monoparentals amb fills.
La població ha evolucionat segons el següent gràfic:
Habitants censats

### Habitatges
El 2007 hi havia 985 habitatges, 785 eren l'habitatge principal de la família, 131 eren segones residències i 68 estaven desocupats. 761 eren cases i 211 eren apartaments. Dels 785 habitatges principals, 614 estaven ocupats pels seus propietaris, 147 estaven llogats i ocupats pels llogaters i 24 estaven cedits a títol gratuït; 28 tenien una cambra, 58 en tenien dues, 108 en tenien tres, 206 en tenien quatre i 385 en tenien cinc o més. 668 habitatges disposaven pel capbaix d'una plaça de pàrquing. A 296 habitatges hi havia un automòbil i a 431 n'hi havia dos o més.

### Piràmide de població
La piràmide de població per edats i sexe el 2009 era:
| Homes | Edats   | Dones |
| ----- | ------- | ----- |
| 4     | 95 o +  | 4     |
| 8     | 90 a 94 | 12    |
| 8     | 85 a 89 | 24    |
| 12    | 80 a 84 | 12    |
| 16    | 75 a 79 | 24    |
| 16    | 70 a 74 | 12    |
| 36    | 65 a 69 | 60    |
| 72    | 60 a 64 | 64    |
| 64    | 55 a 59 | 28    |
| 100   | 50 a 54 | 104   |
| 52    | 45 a 49 | 84    |
| 64    | 40 a 44 | 76    |
| 68    | 35 a 39 | 52    |
| 44    | 30 a 34 | 64    |
| 56    | 25 a 29 | 44    |
| 40    | 20 a 24 | 16    |
| 56    | 15 a 19 | 84    |
| 40    | 10 a 14 | 72    |
| 60    | 5 a 9   | 56    |
| 52    | 0 a 4   | 32    |

## Economia
El 2007 la població en edat de treballar era de 1.340 persones, 951 eren actives i 389 eren inactives. De les 951 persones actives 876 estaven ocupades (471 homes i 405 dones) i 76 estaven aturades (37 homes i 39 dones). De les 389 persones inactives 107 estaven jubilades, 117 estaven estudiant i 165 estaven classificades com a «altres inactius».

### Ingressos
El 2009 a Monnetier-Mornex hi havia 768 unitats fiscals que integraven 1.850 persones, la mediana anual d'ingressos fiscals per persona era de 25.386,5 €.

### Activitats econòmiques
Dels 54 establiments que hi havia el 2007, 2 eren d'empreses alimentàries, 3 d'empreses de fabricació d'altres productes industrials, 9 d'empreses de construcció, 5 d'empreses de comerç i reparació d'automòbils, 3 d'empreses de transport, 11 d'empreses d'hostatgeria i restauració, 1 d'una empresa d'informació i comunicació, 1 d'una empresa financera, 5 d'empreses immobiliàries, 2 d'empreses de serveis, 7 d'entitats de l'administració pública i 5 d'empreses classificades com a «altres activitats de serveis».
Dels 20 establiments de servei als particulars que hi havia el 2009, 1 era una oficina de correu, 1 paleta, 2 guixaires pintors, 2 fusteries, 1 lampisteria, 1 electricista, 1 empresa de construcció, 2 perruqueries, 7 restaurants i 2 agències immobiliàries.
Dels 2 establiments comercials que hi havia el 2009, 1 era una botiga de més de 120 m² i 1 una botiga de menys de 120 m².
L'any 2000 a Monnetier-Mornex hi havia 4 explotacions agrícoles.

## Equipaments sanitaris i escolars
El 2009 hi havia 1 hospital de tractaments de mitja durada (seguiment i rehabilitació) i 1 farmàcia.
El 2009 hi havia 1 escola maternal i 2 escoles elementals.

## Poblacions més properes
El següent diagrama mostra les poblacions més properes.